# Haiti
För andra betydelser, se Haiti (olika betydelser).
Haiti, formellt Republiken Haiti (franska: République d'Haïti; haitisk kreol: Repiblik Ayiti), är en stat i Karibien som upptar den västra tredjedelen av ön Hispaniola (de östra två tredjedelarna upptas av Dominikanska republiken). Ayiti (landet med höga berg) var ursprungsbefolkningens namn på den bergrika västra delen av ön. Haitis högsta punkt är Pic la Selle som når 2 680 meter över havet. Landets totala area är 27 065 km² och dess huvudstad är Port-au-Prince. Haiti hade nästan 10 miljoner invånare år 2009 varav cirka 2,3 miljoner bor i huvudstaden med förorter. Haiti har maritim gräns mot Jamaica och Kuba.
Landets regionala, historiska och etnologiska situation är unik av flera skäl. Haiti var den första självständiga nationen i Latinamerika, den första post-koloniala nationen ledda av svarta i världen och den enda nation vars självständighet uppnåtts genom ett framgångsrikt slavuppror.

## Historia

### Kolonialtiden
När Christofer Columbus anlände till Hispaniola 1492 beboddes ön av Arawak-indianer, som inom 25 år praktiskt taget utplånades av spanjorerna. 1697 överlät Spanien den västra tredjedelen av ön till Frankrike, som med hjälp av afrikanska slavar och en mycket allvarlig miljöförstöring gjorde sig stora inkomster på skogsbruk och sockerbaserade industrier. Toussaint l'Ouverture, en före detta slav organiserade under det sena 1700-talet en disciplinerad och flexibel armé. Med denna som bas organiserade han huvuddelen av öns 500 000 förslavade afrikaner i ett uppror. Dessa körde inte bara ut spanjorer utan även brittiska inkräktare som hotade kolonin. Han skapade stabilitet och välstånd genom åtgärder som att återlämna jord till brukarna. Han förnyade också handelsbanden med Storbritannien och USA[källa behövs]. 
Efter det att Toussaint l'Ouverture skapat en separatistisk författning skickade Napoleon Bonaparte en expedition på 20 000 man under befäl av sin svåger, general Charles Leclerc, för att återta ön. Leclerc’s uppdrag var att fördriva l'Ouverture och återställa slaveriet. Fransmännen uppnådde initialt en del segrar men inom några månader hade gula febern dödat de flesta av de franska soldaterna. Leclerc bjöd då in L'Ouverture till en överläggning. Under denna kidnappades l'Ouverture och skickades till Frankrike, där han fängslades i Fort de Joux. Han dog där 1803 av tuberkulos och/eller undernäring. I sina försök att återta kolonin hade Frankrike förlorat mer än 50 000 soldater, däribland 18 generaler. I kriget använde fransmännen bl.a. polska förband i Frankrikes tjänst. Vissa polska soldater blev välvilligt inställda till afrikanerna och gick över till de haitiska rebellerna[källa behövs].
Efter kidnappningen av L'Ouverture till Frankrike fortsattes kampen av Jean-Jacques Dessalines. Denne besegrade franska trupper ledda av Donatien-Marie-Joseph de Vimeur, vicomte de Rochambeau, i slaget vid Vertières. I slutet av den dubbla kampen för frigörelse och självständighet, proklamerade f.d. förslavade afrikaner den 1 januari 1804 den nya nationen och gav den namnet Haiti.  Detta för att hedra ett av de inhemska Tainos namn för ön. Haiti är den enda nation som är sprungen ur ett slavuppror. Historiker har uppskattat offren för frihetskriget till 100 000 svarta och 24 000 av de 40 000 vita kolonisatörerna. Revolutionen i Saint Domingue utlöste en massiv utvandring. Franska Créole-kolonisatörer flydde med de slavar de fortfarande ägde liksom många andra fria människor. År 1809 kom nästan 10 000 flyktingar från Saint-Domingue till Kuba. Många fortsatte sedan till New Orleans där de blev kvar. De fördubblade stadens befolkning och bidrog till att bevara det franska språket och kulturen. Dessutom bidrog de nyanlända förslavade afrikanerna till staden med sin afrikanska kultur[källa behövs].
Dessalines utropades till kejsare på livstid av sina trupper. Han förvisade eller dödade de återstående vita och regerade som despot. I den fortsatta konkurrensen om makten mördades han den 17 oktober 1806. Landet delades sedan mellan ett rike i norr regerat av den konservative Henri Christophe och en republik i söder styrd av liberalen Alexandre Sabès Pétion. Henri är mest känd för byggandet av Citadelle Laferriere för att försvara ön mot fransmännen. Simon Bolivar, den sydamerikanska politiska ledare som bidrog till Latinamerikas kamp för självständighet från Spanien, fick militärt och ekonomiskt stöd från Haiti som då var en ung republik. Bolivar hade flytt till Haiti 1815 efter ett mordförsök mot honom på Jamaica, där han förgäves hade sökt stöd. Under förutsättning av att Bolivar skulle frige alla slavar han mötte i sin kamp för sydamerikanska självständighet försåg Haiti Bolivar med soldater, vapen och ekonomiskt stöd. Denna hjälp var nödvändig för hans befrielse av Nya Granada (nuvarande Colombia), Venezuela, Ecuador, Panama och Peru[källa behövs].

### Självständighet
Efter att Haiti utropats som självständigt utsattes landet för en massiv handelsblockad av stormakterna samt tvingades under franskt krigshot att ersätta slavägarna. Det sistnämnda höll statskassan tom och landets framtid pantsattes i de franska bankerna. De nya ledarnas styckning av storgodsen blev den definitiva dödsstöten för landets exportinriktade plantageekonomi och ställning som Karibiens rikaste region, som nu blev ett samhälle av fattiga, självhushållande småbrukare. Dock blev folkets situation och levnadsstandard ändå bättre än under den ”rika” tiden, då befolkningen bokstavligt talat slet ihjäl sig på fälten. Det konservativt styrda norra Haiti under Henri Christophe kom att bli den mer välbärgade delen av landet då man återinförde plantagesystemet, vilket även höjde levnadsstandarden för majoriteten av befolkningen[källa behövs]. 
Haitis historia som självständig stat har kantats av en ständig maktkamp mellan konservativa och liberala klasser; mestadels svarta konservativa militärer och godsägare på den ena sidan och liberala byråkrater, handelsmän och företagare på den andra sidan. Då ständiga militärkupper och envälde präglat tiden efter självständigheten är det lätt att räkna ut att den konservativa klassen har dominerat landet större delen av historien. Låga löner och höga matpriser plågade folket och höll de styrande vid makten[källa behövs].

### 1821–1914
1821 lyckades president Jean-Pierre Boyer, efterträdare till Pétion, återförena de två delarna av Saint Domingue och utvidga kontrollen över den västra delen av ön. Efter att Santo Domingo förklarade sig självständigt från Spanien skickade Boyer trupper för att ta kontroll även över denna del. Boyer styrde sedan hela ön. Dominikanska historiker har framställt den period av den haitiska ockupationen (1822–1842) såsom grym och barbarisk. Dock befriade Boyer också Santo Domingos slavar. Under hans regering försökte man att stoppa den nedåtgående trenden i ekonomin genom att knyta bönderna till en bit mark, och samtidigt uppmuntrades fria svarta från USA att emigrera till Haiti då man hoppades att få personer med kompetens att bidra till att bygga upp en självständig nation. I början 1800-talet hade ACS, en ohelig koalition mellan abolitionister och slavägare försökt flytta fria svarta amerikaner till andra länder, främst till en koloni i Liberia, som en lösning på problemen med rasism i USA. Med start i september 1824 flyttade mer än 6000 fria amerikanska svarta till Haiti, och transporterna betalades av ACS. På grund av fattigdom och andra svåra förhållanden återvände många till USA inom en kort tid.
I juli 1825 skickade kung Karl X av Frankrike en flotta bestående av fjorton fartyg och tusentals soldater för att återerövra ön. Under påtryckningar godkände president Boyer ett fördrag där Frankrike formellt erkända Haiti som en oberoende nation i utbyte mot en betalning på 150 miljoner franc (summan sänktes 1838 till 90 miljoner franc) – ersättning för förlorad vinst från slavhandeln. Den franska abolitionisten Victor Schoelcher skrev; "Att införa en ersättning där segrande slavar skulle betala med pengar det de redan hade betalat med sitt blod."
Efter att ha förlorat stödet från Haitis elit avsattes Boyer 1843. En lång rad statskupper följde avresan till exil. I sin 200-åriga historia har Haiti drabbats av 32 statskupper. Instabilitet i regeringen och samhället har hindrat dess utveckling. Vid mer än ett tillfälle stal franska, amerikanska, tyska och brittiska styrkor stora summor pengar från valven i National Bank of Haiti. Även nationella regeringar ingrep i Haitis angelägenheter. Exempelvis stödde amerikanska marinkårssoldater ett militärt uppror mot regeringen 1888.

### Amerikansk ockupation
USA ockuperade ön 1915 till 1934. Syftet med denna invasion var att slå ned ett bondeuppror, "Cacos" ett uppror som leddes av Charlemagne Péralte. Anklagelser om "urskillningslöst" dödande av amerikanska marinkårssoldater undersöktes formellt av den amerikanske brigadgeneralen George Barnett som konstaterade att 3250 "infödingar" dödades. Under den amerikanska administrationen av Haiti demonterades det konstitutionella styret samtidigt som vägar och annan infrastruktur uppbyggdes under ett reglemente där invånarna var tvingade till arbetsplikt. Man upprättade även ett haitiskt nationalgarde som styrde landet efter amerikanarnas avfärd och som utvecklades till en brutal milis. Samtidigt fick den traditionella militär- och jordägarklassen en rejäl törn efter USA:s ockupation av landet då dess ekonomiska maktställning urholkades till handelsmännens fördel. Efter detta vände sig större delen av den konservativa klassen till den kriminella sektorn och knarkhandeln. Den amerikanska ockupationsmakten etablerade också en gräns mellan Haiti och Dominikanska republiken genom att ta omtvistad mark från den senare. När USA lämnade landet 1937, gav den dominikanske diktatorn Rafael Trujillo order om det som kallas Persiljemassakern – han lät sin armé döda haitier som levde på Dominikanska sidan av gränsen. I en tre dagar lång slakt mördade han mellan 10 000 och 20 000 haitier. Han utvecklade därefter en för Dominikanska republiken unik politik av rasdiskriminering, antihaitianismen, riktad mot de svarta i grannlandet.

### 1957–1990
Från 1957 till 1986 regerade familjen Duvalier som diktatorer med en personkult och omfattande korruption. Dr François Duvalier, känd som "Papa Doc", var Haitis president från 1957 till sin död 1971 då han efterträddes av sin son Jean-Claude Duvalier, även känd som "Baby Doc", vilken regerade från 1971 till sin flykt 1986. Duvalierregimerna skapade en privat armé och dödspatruller, så kallade Tonton Macoutes. Många haitier flydde till exil i USA och Kanada, speciellt då till franskspråkiga Québec. Det gjordes stora amerikanska investeringar i landet under 1970-talet. Dessa har dock inte varit av stadigvarande natur. Framförallt USA har sedan mitten av 1980-talet sänt militärt och ekonomiskt stöd till regimen. Under 1960 och 1970 har utvandrade Haitiska universitetslärare, läkare, administratörer och specialister bidragit till uppbyggandet av det franskspråkiga Afrika[källa behövs]. Afrika Regionala FN:s livsmedels- och jordbruksorganisation (FAO), baserat i Ghana, leddes under större delen av 1960-talet av en framstående haitiska agronom, Garvey Laurent (född Jeremie, Haiti, 1923). De häftiga protesterna mot "Baby Doc" 1986 ledde till att USA ordnade att Jean-Claude Duvalier och hans familj fördes till exil i Frankrike. Landet leddes av militär fram till 1990. I mars 1987 blev en ny författning med överväldigande majoritet godkänd av Haitis befolkning. De allmänna valen i november avbröts efter några timmar då tiotals invånare sköts i huvudstaden av soldater och Tonton Macoute. Fler ska ha massakrerats runt om i landet.

### Jean-Bertrand Aristide
I december 1990 valdes den före detta prästen Jean-Bertrand Aristide till president. Han vann med mer än två tredjedelar av rösterna. Hans femåriga mandat inleddes den 7 februari 1991. I augusti 1991 hölls en förtroendeomröstning i parlamentet där Aristides regering fälldes med röstsiffrorna 83 mot 11. Efter en statskupp i september 1991 flögs president Aristide till landsflykt. I enlighet med Haitis konstitution från 1987 utsågs justitierådet Joseph Nérette till provisorisk president och val utlystes till december 1991 – val som blockerades av det internationella samfundet[källa behövs] – och skapade ett kaos som pågick till 1994. En militär kupp tog 1992 makten. År 1994 vädjade General Raoul Cédras till den förre amerikanske presidenten Jimmy Carter om hjälp. President Carter förmedlade denna vädjan denna till sin efterträdare, president Clinton. Denne bad Carter, i sin roll som grundare av The Carter Center, göra en resa till Haiti med senator Sam Nunn, samt tidigare chefen för generalstaben Colin Powell. Dessa lyckades förhandla en fredlig avveckling av den styrande militärjuntan. Ett inträde på scenen av amerikanska styrkor banade väg för restaurering av Jean-Bertrand Aristide som president. I oktober 1994 återvände Aristide till Haiti för att slutföra sin mandatperiod. Aristide upplöste den haitiska armén, och etablerade en civil polisstyrka.

### Oroligheterna 2004
Aristide tvingades avgå 2004 efter en längre tids inbördes oroligheter där hundratals människor dödades.
Efter 2004 leddes landet av en konstitutionell interimsregering med före detta ordföranden i Högsta domstolen, president Boniface Alexandre, och den före detta finansministern och affärsmannen premiärministern Gerard Latortue, i spetsen. Under deras tid vid makten försämrades säkerhetsläget i Haiti kraftigt och många regeringar valde att minimera sin diplomatiska närvaro i Port-au-Prince.
De stora städerna översköljdes av en våldsvåg som av många skylls på Aristide-anhängare. Ett flertal gäng i de fattigaste områdena (som den beryktade Cité Soleil) var tungt beväpnade och ägnade sig åt organiserad brottslighet som till exempel kidnappningar av utlänningar eller mer burgna haitier. Under sommaren och hösten 2005 skedde registrering i nationell skala av röstberättigade till de allmänna val som hölls i februari 2006. Valet vanns av René Préval vars regering arbetat med att stabilisera landet.

### Senare utveckling
Haiti har sedan oroligheterna 2004 i stor utsträckning plågats av politiskt våld sedan självständigheten och är nu västra halvklotets fattigaste stat. Den haitiska diasporan i framför allt USA och Quebec bidrar väsentligt med försörjning för landets befolkning.

### Jordbävningen 2010
Den 12 januari 2010 skakades Haiti av en allvarlig jordbävning med magnitud 7,0 och epicentrum endast 15 kilometer från den tätbefolkade huvudstaden Port-au-Prince. Huvudstaden och omkringliggande områden drabbades av oerhört omfattande skador där mellan 220 000 och 300 000 människor befaras ha omkommit. Efter 11 dagar hade cirka 110 000 bekräftats döda. Detta var en världsomfattande nyhet; nödhjälp, sjukvårdare och räddningspersonal skickades med stora svårigheter till landet då infrastrukturen var krossad, flygplatsen fylldes upp utan att hjälpsändningarna initialt kom vidare. Händelsen uppmärksammades från början dagligen i media med nya besked och den 18 januari hade 50 miljoner kronor skänkts till jordbävningsoffren i Haiti bara från Sverige.

### Efter jordbävningen 2010
Det allmänna säkerhetsläget i Haiti är instabilt och har förvärrats den senaste tiden. Olika former av demonstrationer och politiska protester, som kan bli våldsamma, förekommer. FN:s fredsbevarande styrka, MINUJUSTH, bidrar till att vidmakthålla den grundläggande ordningen. Den inhemska polisstyrkan är underdimensionerad. Hösten 2010 utbröt en allvarlig koleraepidemi i landet som ännu pågår. Nivån av kolerafall är hög och nya fall rapporteras löpande. Brottsligheten är omfattande i landet.

### Presidenten mördad
Den 7 juli 2021 klockan 01:00 lokal tid tog sig en grupp beväpnade gärningsmän in i Jovenel Moïses privatbostad och sköt honom till döds. Även Moïses fru skadades svårt i attacken. Parets dotter som befann sig i bostaden vid attacken gömde sig i sin brors rum och klarade sig oskadd.

## Geografi

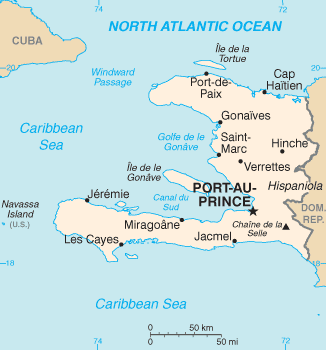
Haiti

Haiti tar upp den västra tredjedelen av ön Hispaniola, där resten av ön utgörs av Dominikanska republiken. Ön ingår i ögruppen Stora Antillerna tillsammans med Kuba, Jamaica och Puerto Rico. Ungefär 80% av Haitis terräng är berg eller branta sluttningar. I norr finns bergskedjan Massif du Nord, i söder bergskedjorna La Hotte och La Selle. Även Haitis centrala delar består till stor del av berg och högplatåer. Den norra kusten utgörs av ett slättland. Inom kedjan La Selle finns också Haitis högsta berg: Pic la Selle, som är 2 680 meter över havet.
I mitten av landet finns Gonâvebukten som ramas in av bergskedjorna i norr och söder. I bukten ligger Haitis största ö Gonâve och även landets huvudstad: Port-au-Prince. Öster om bukten och in mot Dominikanska republiken löper sänkan Cul-de-Sac som flera gånger drabbats av jordbävningar.
Ön drabbas återkommande av en rad olika naturkatastrofer. I april-maj och september-oktober är det regnsäsong och då drar ofta kraftiga stormar över ön, vilka ibland åtföljs av omfattande skyfall som orsakar översvämningar och jordskred. En sådan storm var orkanen Matthew som i slutet av 2016 drog in över Haiti med stor förödelse som följd. Över 500 människor beräknas ha omkommit i orkanen. Den globala uppvärmningen och klimatförändringarna gör dessutom att stormarna kommer oftare och blir mer kraftfulla. Utöver stormar förekommer även vulkanutbrott och jordbävningar. En stor jordbävning drabbade 2010 Haiti, där huvudstaden till stora delar förstördes med mellan 220 000 och 300 000 döda och mer än en miljon människor som blev hemlösa.
Landet har en 360 kilometer lång landgräns med Dominikanska republiken.
1925 var Haiti ett tropiskt paradis, och 60 % av landet var täckt av regnskog. Sedan dess har befolkningen huggit ner allt förutom 2 % av skogen, och samtidigt indirekt förstört bördig åkermark och bidragit till att landet omvandlats till öken. Erosion har följaktligen drabbat bergen hårt. Satellitbilder visar en stor skillnad i skogsmängd mellan Haiti och den angränsande Dominikanska republiken. I huvudsak har denna skövling skett för att producera träkol, landets huvudsakliga energikälla. Haitis skogsavverkning har väckt internationell uppmärksamhet och lett till många försök att återplantera skog. Dessa har dock inte medfört någon större förbättring.
Utöver erosion har den okontrollerade avverkningen också lett till översvämningar, exempelvis den 17 september 2004 då en orkan översvämmade norra kusten i landet vilket ledde till 3 006 dödsfall, främst i staden Gonaïves. Tillika var den karibiska orkansäsongen 2008 mycket svår för Haiti, med tre namngivna tropiska system som orsakade skador i landet (orkanen Gustav, orkanen Hanna och orkanen Ike).

## Styre och politik

### Administrativ indelning
- Centre (Haiti)
- Grand'Anse (Haiti)
- Artibonite (Haiti)
- Nord (Haiti)
- Nord-Est (Haiti)
- Nord-Ouest (Haiti)
- Ouest (Haiti)
- Sud (Haiti)
- Sud-Est (Haiti)

### Internationella relationer
Det pågår en dispyt mellan USA och Haiti angående ön Navassa, vilken båda länderna gör anspråk på. Haitierna hävdar att Navassa blev haitiskt efter en överenskommelse mellan Frankrike och Spanien 1697 i vilken Frankrike fick den västra delen av Hispaniola plus närliggande öar, inklusive Navassa. USA hävdar att ön tillhör dem enligt ett eget dokument från 1856.

## Ekonomi och infrastruktur
Haiti är ett av de fattigaste länderna i Amerika. Under kolonialtiden och den tidiga självständigheten blev en liten grupp vita (senare svarta) storgodsägare förmögna genom sockerarbetarnas slit på plantagerna. Omkring 80 % av befolkningen försöker leva av självhushållsjordbruk, men landet måste importera livsmedel. Kaffe från stora plantager svarar för 1/3 av exportinkomsterna; sockret betyder numera mindre. Livsmedelsproduktion och lätt industri (textilier och elektronik) har byggts ut runt huvudstaden med utländskt, främst amerikanskt, kapital som lockats hit av låga löner och skatteförmåner. 
Haiti är medlem i Karibiska gemenskapen. 
Den politiska oron i landet har hämmat turismen.

### Infrastruktur

#### Transporter
Vägnätet, som sträcker sig över 4 160 km, är i dåligt skick, vilket gör att en stor del av landsbygdsbefolkningen lever i isolering. Trots detta pågår vägbyggnadsprojekt med stöd från bland annat amerikanska bidrag. Port-au-Prince är den största hamnen och har en internationell flygplats med reguljära förbindelser till Miami, Puerto Rico och Europa.

#### Utbildning
Den sexåriga grundskolan är obligatorisk och kostnadsfri, men på grund av brist på både lärare och skolor börjar endast 60 % av barnen (1990) skolan, och många slutför inte sin utbildning. Tack vare satsningar på vuxenutbildning har analfabetismen minskat något under 1990-talet. Analfabetismen, som 1995 uppskattades till 55 procent, är dock fortfarande hög. Det finns sex lärarhögskolor, men antalet nyutbildade lärare (200-400 per år) är inte tillräckligt för att lösa lärarbristen. Vid omkring 1990 hade 80 procent av lärarna på landsbygden och en tredjedel av lärarna i städerna inte formell behörighet. Cirka en sjättedel av de barn som slutför grundskolan fortsätter med gymnasieutbildning. Ungefär hälften av skolbarnen går i privata skolor, framförallt drivna av den katolska kyrkan.
I Port-au-Prince finns ett universitet med omkring 5 000 studenter, men bara 0,7 procent av invånarna har högre utbildning.

## Befolkning

### Demografi

#### Urbanisering
Landet hade 2020 en genomsnittlig befolkningstäthet på 414 invånare per km², med 59% av befolkningen som bor i städer och en stor del invånare som även bor på kustslätter och i dalar. Speciellt huvudstadens storstadsområde är mycket tätbefolkat, med över 15 000 invånare/km². I vissa områden av Port-au-Prince uppgick befolkningstätheten till över 50 000 invånare/km² år 2009, enligt officiell statistik.

#### Minoriteter
Omkring 95 % av haitierna är av afrikansk börd, ungefär 5 % av befolkningen är av blandat ursprung (av både europeiskt och afrikanskt ursprung). Den del av befolkningen med blandat ursprung är överlag mer välutbildade och rikare än den afrohaitiska majoriteten och kan sägas utgöra en elit. Några tusen vita och en liten grupp libaneser finns även på Haiti.

### Språk
Haitis officiella språk är franska och haitisk kreol (sedan 1987). Landet är det enda självständiga landet i Amerika där franska är det huvudsakliga språket, även om franska också har officiell status i Kanada och ett antal franska områden.

### Religion
Av haitierna är merparten katoliker, men det finns en betydande protestantisk minoritet som växer. Sedan 1987 är staten åtskild från katolska kyrkan, men katolska församlingar får fortfarande bidrag till att bygga kyrkor och skolor. Katolicismen och Haitis elit är nära sammankopplade, vilket lett till en utbredd misstro mot katolska kyrkan från allmänheten. Mot bakgrund av det har protestantiska församlingar uppstått och vuxit, särskilt stora är baptistkyrkan och kyrkor inom pingströrelsen. Troligen utgör protestanter ungefär en tredjedel av befolkningen och andelen växer. Bland protestanterna bedrivs både social omsorg och vissa protestanter har även blivit politiskt aktiva.
En populär religion på Haiti är voodoo (vodou på haitisk kreol), som blev officiellt erkänd 2003. Attityden till voodoo skiljer sig åt mellan katoliker och protestanter, där många katoliker utövar voodoo parallellt med katolicismen. De flesta av landets protestanter motsätter sig voodoo, till skillnad från de flesta katoliker.

## Kultur
Inom musik, sång, dans och bildkonst (Haiti har många naivistiska målare) har afrikanska och västerländska drag blandats till en rik folklig kultur. Vissa drag från voodoo-religionen har även använts i den bredare kulturen.
Många haitiska musiker reser till Frankrike och USA för att verka, till exempel hiphopartisten Wyclef Jean som blivit berömd genom sin karriär i USA. Den haitiska diasporan har också lett till att haitiska danser som méringue och compas spridits till andra länder.

## Internationella rankningar
| Organisation                                | Undersökning                   | Rankning   |
| ------------------------------------------- | ------------------------------ | ---------- |
| Heritage Foundation/The Wall Street Journal | Index of Economic Freedom 2019 | 143 av 180 |
| Reportrar utan gränser                      | Pressfrihetsindex 2019         | N/A        |
| Transparency International                  | Korruptionsindex 2018          | 161 av 180 |
| FN:s utvecklingsprogram                     | Human Development Index 2018   | 169 av 189 |